# Aeromarine AM
Aeromarine AM – samolot Aeromarine Plane and Motor Company z początku lat 20. XX wieku zbudowany na konkurs United States Postal Service na nocny samolot pocztowy. Zbudowano jeden prototyp.

## Historia
W 1923 United States Postal Service ogłosiła konkurs na nocny samolot pocztowy mający obsługiwać nocną sekcję trasy pomiędzy Nowym Jorkiem i San Francisco, czyli trasę pomiędzy Chicago i Cheyenne. Do konkursu zostały zaproszone firmy Aeromarine Plane and Motor Company, Curtiss Aeroplane and Motor Company i Glenn L. Martin Company. W odpowiedzi Aeromarine zaprojektowało samolot nazywany w ówczesnej prasie Aeromarine Night Mail Plane (Nocny samolot pocztowy Aeromarine), ale współcześnie określany jako AM-1. Samolot został zaprojektowany i zbudowany w krótkim czasie - od jego zamówienia do zakończenia konstrukcji upłynęło 122 dni roboczych. Pozostałymi samolotami zgłoszonymi na konkurs były Martin Model 66 i Curtiss Night Mail.
Według współczesnych źródeł zbudowany został jeden prototyp, ówczesne materiały prasowe sugerują, że zamówiono dwa egzemplarze.
Był to pierwszy amerykański samolot z całkowicie metalowym kadłubem, krytym blachą duraluminiową.
Zbudowany prototyp nie został przyjęty do służby i stwierdzono u niego znaczne problemy ze statecznością. W 1924 zbudowano prototyp, AM-2 (być może przebudowany AM-1), w którym zmieniono położenie chłodnicy przenosząc ją z górnego skrzydła pod kadłub. Jeszcze później zbudowano ostatni już prototyp, AM-3, w którym ponownie zmieniono konstrukcję i położenie chłodnicy. Samolot w żadnej wersji nie wszedł do produkcji seryjnej.

## Opis konstrukcji
Aeromarine AM-1 był klasycznym jednosilnikowym dwupłatem o z silnikiem ciągnącym. Kadłub miał konstrukcję półskorupową, zbudowany był z duraluminium. Kadłub samolotu był wąski, co wraz z umiejscowieniem chłodnicy silnika na górnym płacie, miało zapewniać pilotowi jak najlepszą widoczność.
Silnik typu Liberty 12 był całkowicie zabudowany, chłodnica znajdowała się nad górnym płatem samolotu. Dwa zbiorniki z paliwem umieszczono także pod górnym płatem. Pod kadłubem umiejscowiony zbiornik z olejem, który równocześnie odgrywał funkcję chłodnicy oleju.
Obydwa skrzydła miały profil typu Aeromarine No. 2A, górny płat miał nieco większą rozpiętość, jedynie dolny płat miał niewielki wznios.